# Héctor Orestes Aguilar
Héctor Orestes Aguilar Cabrera más conocido como Héctor Orestes Aguilar (Ciudad de México, 6 de septiembre de 1963) es un ensayista, narrador y traductor mexicano.

## Biografía
Nacido en la Ciudad de México, en 1963, realizó estudios de lingüística en la Escuela Nacional de Antropología e Historia (ENAH) y de música en la Universidad Nacional Autónoma de México (UNAM) y la Universidad de Texas. Obtuvo una licenciatura en periodismo por la Secretaría de Educación Pública (SEP).
Parte de su carrera la ha desempeñado para el labor diplomático como agregado cultural en las Embajadas de México en Hungría, Bulgaria y Croacia desde 2001 a 2004, en Uruguay desde 2004 a 2006, en Austria, Eslovaquia y Eslovenia desde 2008 a 2009, y en Argentina desde 2021.
Así mismo ha fungido cargos como coordinador de publicaciones del Instituto Nacional de Bellas Artes y Literatura (INBAL) entre 2011 y 2013, coordinador del Centro de Creación Literaria Xavier Villaurrutia desde 2014 a 2018, director de proyectos editoriales de la SEP en 2018 y como asesor del Secretario de Educación Pública desde 2019. Ha sido becario del INBA en 1989; del FONCA entre 1991 y 1995; del Goethe-Institut en 1992; y de la Universidad de Viena entre 1993 y 1994.
Dentro de su labor literario ha sido lector académico en la Universidad de Graz en Austria desde 1996 a 1999 y director de publicaciones del Instituto Matías Romero de la Secretaría de Relaciones Exteriores (SRE) desde 2009 a 2011. De Igual forma ha sido colaborador del suplemento "Laberinto" del periódico Milenio Diario, así como de la Revista de la Universidad de México, entre otras muchas publicaciones periódicas nacionales.
Es autor de los ensayos: Un disparo en la niebla (1997), Apuntes para una geografía del limbo (2000), La escritura sin sombra (2002), y El asesino de la palabra vacía. Recorridos desde la otra Europa (2006). Parte de su obra ha sido incluida en Die Fremde in mir, una antología de escritores extranjeros y emigrados a Austria y jóvenes creadores.

### Premios y reconocimientos
Obtuvo el Premio Nacional de Ensayo Abigael Bohórquez en 1999, y el Premio Nacional de Traducción del Ministerio de Cultura y Educación de Austria en 2009 por su versión al español de El barón Bagge, de Alexander Lernet-Holenia (2008).

## Publicaciones seleccionadas

### Ensayos
- Aguilar, Héctor Orestes (1997). Un disparo en la niebla. México: Cal y Arena.
- Aguilar, Héctor Orestes (2000). Apuntes para una geografía del limbo. Tijuana, Baja California: Centro Cultural Tijuana / Fondo Regional para la Cultura y las Artes del Noroeste.
- Aguilar, Héctor Orestes (2002). La escritura sin sombra. Xalapa: Universidad Veracruzana (Biblioteca). ISBN 9688345709.
- Aguilar, Héctor Orestes (2006). El asesino de la palabra vacía. Recorridos desde la otra Europa. Universidad Veracruzana (Biblioteca). ISBN 9688347272.